# Мецано (Павија)
Мецано (итал. Mezzano) је насеље у Италији у округу Павија, региону Ломбардија.
Према процени из 2011. у насељу је живело 184 становника. Насеље се налази на надморској висини од 72 м.